# Афинаида (провидица)
Афинаида (др.греч. Ἀθηναΐς, IV век до н. э.) — провидица из города Эрифры, Малая Азия. 
Жила во времена Александра Македонского. Согласно Страбону, Афинаида была одной из оракулов, утверждавших божественное происхождение Александра Великого.